# Jules-Louis-Auguste Leitner
Jules-Louis-Auguste Leitner, né le 13 mai 1862 à Paris 1er et mort le 31 octobre 1940 à Paris 16e, est un comédien français.

## Biographie
Élève au Conservatoire national de déclamation de Paris, il obtint un Premier Prix de Tragédie et un Premier Prix de Comédie. Il entra en 1887 à la Comédie-Française et fut nommé Sociétaire en 1896. 
Il fut professeur au Conservatoire de Paris et verra mourir sur scène le 2 juillet 1929 son jeune élève Élie Calvé (1904-1929) à qui on venait d'apprendre qu'il avait obtenu le 1er Prix de Comédie. 
Jules Leitner demeurait au 11 rue Murillo à Paris avec son épouse, Alice Bonnotte. Il avait la passion du théâtre, de l'escrime et de la boxe et collectionnait les tapisseries et les beaux meubles.
Il est inhumé au cimetière parisien de Pantin (9e division).

## Théâtre

### Créations
- Antigone, Reine Juana,  Cabotins,  La Courtisane, Maison d'argile

### Principaux rôles
- Le Misanthrope, Fabrice dans L'Aventurière, Le Luthier de Crémone, Le Flibustier, Bernard Hamphy dans Mlle de Seiglière, Le Marquis de Villemer, Britannicus etc.

### Carrière à la Comédie-Française
Entrée à la Comédie-Française en 1887
Sociétaire de 1896 à 1919
330e sociétaire
- 1888 : Le Misanthrope de Molière : Alceste
- 1889 : Henri III et sa cour d'Alexandre Dumas : Antraguet
- 1890 : Mithridate de Jean Racine : Pharnace
- 1891 : Thermidor de Victorien Sardou : Debusne
- 1892 : Athalie de Jean Racine : un lévite
- 1892 : Britannicus de Jean Racine : Britannicus
- 1893 : Bérénice de Jean Racine : Arsace (14 fois, 1893-1894)
- 1902 : Rome vaincue d'Alexandre Parodi : Ennius
- 1902 : Les Burgraves de Victor Hugo : Karle
- 1905 : Shylock le Marchand de Venise d'Alfred de Vigny d'après William Shakespeare : Bassiano
- 1906 : Hernani de Victor Hugo : Don Carlos
- 1906 : La Mort de Pompée de Pierre Corneille : Ptolémée
- 1906 : La Courtisane d'André Arnyvelde : Le Roi
- 1907 : Le Gendre de monsieur Poirier d'Émile Augier et Jules Sandeau : Montmeyrai
- 1907 : La Maison d'argile d'Émile Fabre : Ternand
- 1908 : Simone d'Eugène Brieux : M. de Lorcy
- 1908 : Le Misanthrope de Molière, mise en scène Jules Truffier : Alceste
- 1909 : L'Honneur et l'Argent de François Ponsard : Rodolphe
- 1913 : Louis XI de Casimir Delavigne : le duc de Nemours
- 1915 : La Comtesse d'Escarbagnas de Molière : le vicomte
- 1915 : Britannicus de Jean Racine : Narcisse
- 1918 : Lucrèce Borgia de Victor Hugo : Gubetta

## Filmographie
- 1910 : La Reine Margot, court-métrage de Camille de Morlhon
- 1911 : Jésus de Nazareth, court-métrage d'André Calmettes et Henri Desfontaines
- 1911 : Camille Desmoulins, court-métrage d'André Calmettes et Henri Pouctal : Robespierre
- 1914 : Les Flambeaux, court-métrage d'Henri Pouctal.

## Décorations
- Chevalier de la Légion d'honneur
- Officier de l'Instruction publique

## Source
- Annuaire des contemporains "Qui êtes-vous ?", édition 1924 Maison Ehret, G. Ruffy succ.